# Mary Costello
Pour les articles homonymes, voir Costello.
Œuvres principales
Academy Street
Mary Costello, originaire de Galway, est une écrivaine irlandaise qui a reçu l'Irish Book of the Year Award 2014 pour le Roman Academy Street.

## Œuvre
- The China Factory (recueil de nouvelles)[1]
- Academy Street (roman)[1], traduit par Madeleine Nasalik[2]